# Rhinella arequipensis
Espèce
Synonymes
- Bufo spinulosus arequipensis Vellard, 1959
- Bufo arequipensis Vellard, 1959

Rhinella arequipensis est une espèce d'amphibiens de la famille des Bufonidae.

## Répartition
Cette espèce est endémique du Sud du Pérou. Elle se rencontre dans les régions d'Arequipa, de Moquegua et de Tacna.

## Taxinomie
Pour l'UICN, Rhinella arequipensis est un synonyme de Rhinella spinulosa.

## Étymologie
Son nom d'espèce, composé de arequip[a] et du suffixe latin -ensis, « qui vit dans, qui habite », lui a été donné en référence au lieu de sa découverte.

## Publication originale
- Vellard, 1959 : Estudios sobre batracios andinos. V. El genero Bufo. Memorias del Museo de historia natural Javier Prado, vol. 8, p. 1-48.